# Brücke-Museum Berlin
Het Brücke-Museum Berlin is een museum in Berlijn in Duitsland.
Het museum is op 15 september 1967 geopend. Het museum is gevestigd in de omgeving van Berlijn-Dahlem, in de nabijheid van het voormalige atelier van de beeldhouwer Arno Breker.

## Leden van de Brücke
Die Brücke bestond uit de kunstschilders Ernst Ludwig Kirchner, Erich Heckel, Karl Schmidt-Rottluff en Fritz Bleyl. In 1906 zijn Max Pechstein en Emil Nolde toegetreden. In 1910 kwam Otto Mueller erbij. Die Brücke bestond tot 1913.
Kenmerkend zijn de vereenvoudiging van de natuurlijke motieven op de essentie. De kleuren van de schilderijen zijn helder en natuurlijk. Ze schilderden spontaan, impulsief en met een dynamische penseelvoering, vooral landschappen, natuur en naakten. Ze schilderden zowel in de studio als in de natuur.

## Collectie

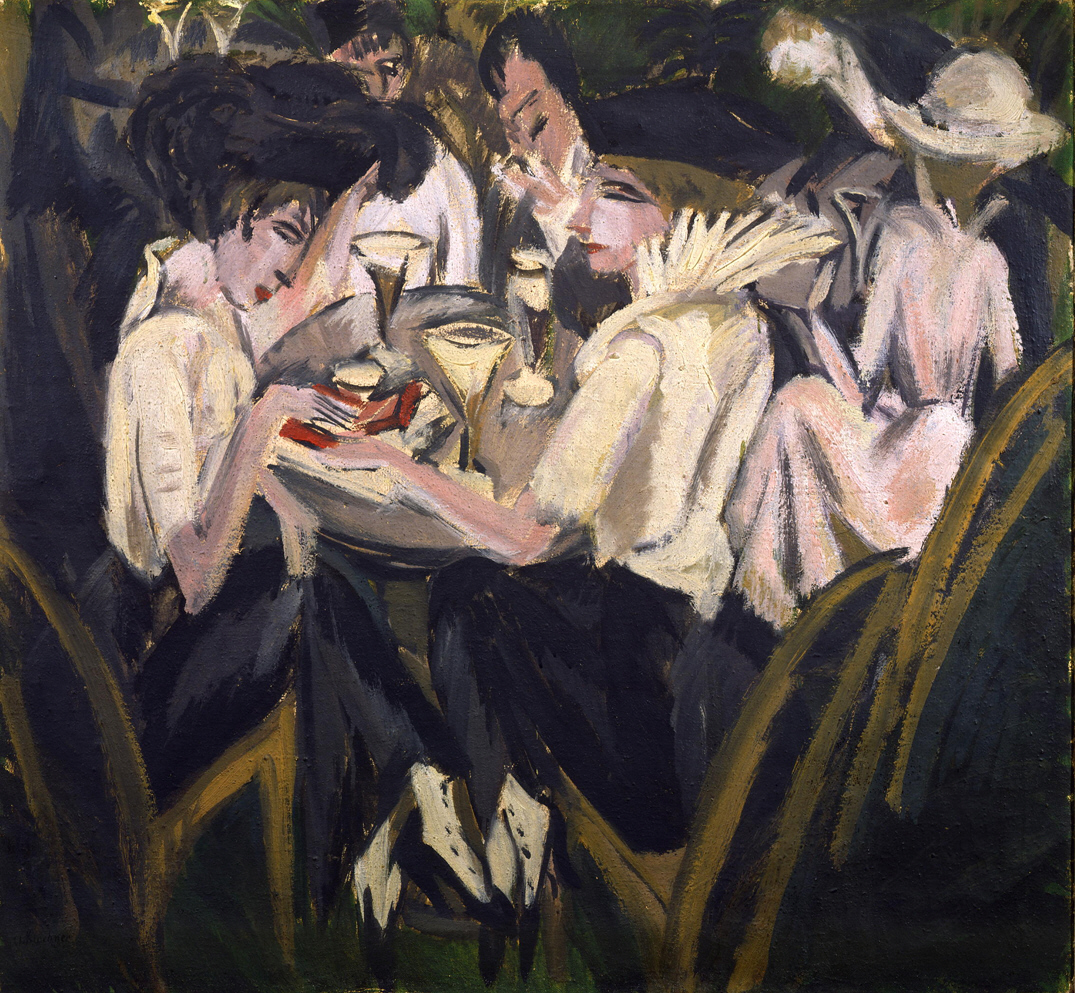
Ernst Ludwig Kirchner: In het tuin van het cafetaria (in het Duits: Im Cafégarten, 1914)

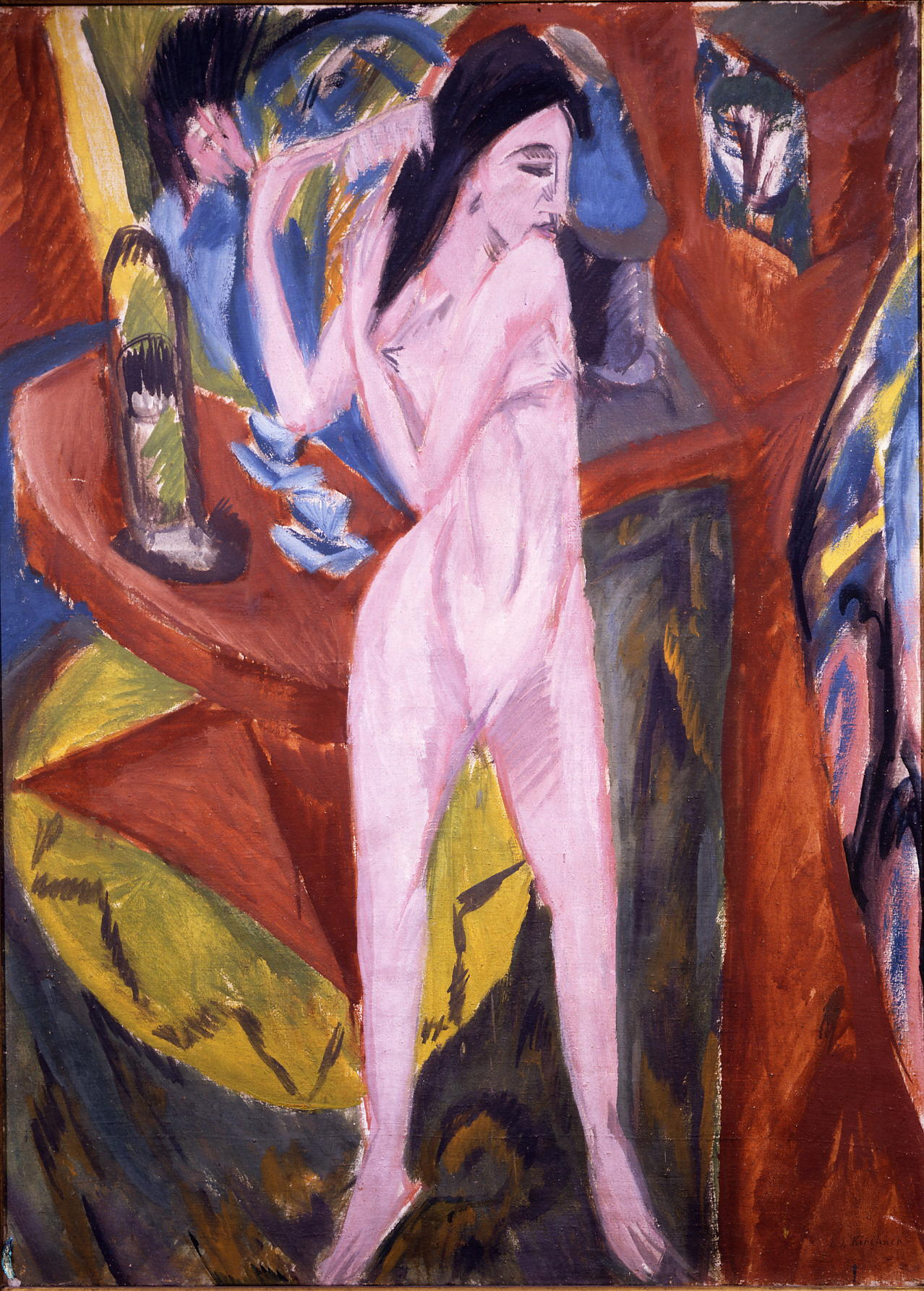
Ernst Ludwig Kirchner: Naakt zich kammen (en het Duits: Sich kämmender Akt, 1913)

De collectie bestaat uit hedendaagse kunst met werken van onder anderen Karl Schmidt-Rottluff. Het museum heeft ongeveer 400 schilderijen en beeldhouwwerken en enkele duizenden tekeningen, aquarellen en prenten van kunstenaars uit de kunstenaarsgroep Die Brücke. Het museum heeft daardoor de grootste permanente collectie werken van expressionistische kunstenaars.